# GameFAQs
GameFAQs ist eine Website, die Komplettlösungen und Tricks für Computerspiele bereithält, wobei die meisten Einträge von den Benutzern selbst stammen. Ferner haben die Benutzer die Möglichkeit, eigene Testberichte zu den Spielen zu veröffentlichen. Laut CBS Interactive enthält die Seite Informationen für 60.000 Spiele, davon 44.000 FAQs/Lösungen, 220.000 Cheats und 418 Millionen Forumsbeiträge. Es ist somit die größte von den Benutzern selbst erzeugte Datenbank.
Die Seite ist eine der meistbesuchten Websites. Alexa listet die Seite auf Platz 503 (Stand Juni 2015). GameFAQs zählt laut der Website der britischen Tageszeitung The Guardian zu den besten Computerspiel-Websites und wurde von ihr 2004 unter den „100 nützlichsten Websites“ genannt. Vom deutschen Magazin Neon wurde GameFaqs.com als eine der „50 nützlichsten Websites der Welt“ bezeichnet.

## Geschichte
GameFAQs wurde 1995 von Jeff „CJayC“ Veasey als Video Game FAQ Archive gegründet. Ein Jahr später erfolgte die Umbenennung der Seite in GameFAQs. Zu diesem Zeitpunkt enthielt die Seite weniger als 1.000 FAQs.
1997 wurde GameFAQs ein unabhängiger Partner von IGN. In dieser Zeit wurden die Benutzerwettbewerbe eingeführt. Gegen Ende 1999 folgten die ersten Tests mit Diskussionsforen. Im August 2000 wurden zum ersten Mal 1 Million Aufrufe an einem Tag gemessen. 2001 wurde schließlich die Zusammenarbeit mit IGN beendet.
Im Jahr 2003 wurde die Website an CNET für 2,2 Millionen Dollar verkauft. Es folgte eine Verschmelzung mit den Diskussionsforen von GameSpot, einer weiteren Website, die ebenfalls CNET gehört. CNET wurde wiederum 2008 von der CBS Corporation übernommen.

## Technische Details
Die Komplettlösungen, Cheats und Kritiken sind hauptsächlich im Text-Format erfasst. Daneben ist es möglich, Grafiken (z. B. für Karten oder Screenshots) hochzuladen. Auch die Diskussionsforen unterstützen im Wesentlichen nur das Text-Format.